# 大戈良卡
49°52′56″N 25°30′4″E / 49.88222°N 25.50111°E
大戈良卡（烏克蘭語：Велика Горянка），是烏克蘭的村落，位於該國西部捷爾諾波爾州，由克列梅涅茨區負責管轄，始建於1867年，面積36.8平方公里，2001年人口454，人口密度每平方公里12.4人。